# Marathon van Oslo
De Marathon van Oslo is een jaarlijkse marathon, die plaatsvindt aan het einde van september of het begin van oktober. Er worden vier verschillende afstanden gelopen: de marathon, halve marathon, 10 km en 300 m. De route loopt langs het vlakke stuk van de Oslofjord.
Het evenement vond in 1981 voor het eerst plaats. De marathon werd tussen 2001 en 2004 niet gelopen. Het parcours van de editie in 1992 wordt als te kort beschouwd. In de jaren 1981, 1987, 1989, 1991, 1993, 2005 en 2006 gold dit evenement tevens als Noors kampioenschap.

## Parcoursrecords
- Mannen 2:13.01, Kjell-Erik Ståhl  SWE 1984
- Vrouwen 2:38.15, Olga Durynina  URS, 1989

## Uitslagen
| Jaar              | Atleet                 | Land          | Tijd          | Atlete                     | Land          | Tijd          |
| ----------------- | ---------------------- | ------------- | ------------- | -------------------------- | ------------- | ------------- |
| 16 september 2017 | Yuki Kawauchi          | Japan         | 2:15.58       | Hilde Aders                | Noorwegen     | 2:54.31       |
| 17 september 2016 | Marius-Oyre Vedvik     | Noorwegen     | 2:21.53       | Marthe-Katrine Myhre       | Noorwegen     | 2:43.34       |
| 19 september 2015 | Taye Babeker Tirfea    | Ethiopië      | 2:20.49       | Hilde Aders                | Noorwegen     | 2:52.35       |
| 20 september 2014 | Taye Babeker Tirfea    | Ethiopië      | 2:21.36       | Laila Mehus                | Noorwegen     | 2:54.27       |
| 21 september 2013 | Andreas-Myhre Sjurseth | Noorwegen     | 2:24.52       | Eva Schiefloe              | Noorwegen     | 2:53.54       |
| 22 september 2012 | Øystein Sylta          | Noorwegen     | 2:25.42       | Marthe-Katrine Myhre       | Noorwegen     | 2:44.43       |
| 25 september 2011 | Andreas-Myhre Sjurseth | Noorwegen     | 2:27.28       | Marthe-Katrine Myhre       | Noorwegen     | 2:52.30       |
| 26 september 2010 | Andreas Høye           | Noorwegen     | 2:29.24       | Fride Vullum               | Noorwegen     | 2:45.39       |
| 27 september 2009 | John Henry Strupstad   | Noorwegen     | 2:32.29       | Margaretha Baumann         | Noorwegen     | 2:49.49       |
| 28 september 2008 | Martin Kjäll-Ohlsson   | Noorwegen     | 2:26.15       | Sharon Broadwell           | Noorwegen     | 2:57.03       |
| 30 september 2007 | Ronny Hognestad        | Noorwegen     | 2:35.06       | Margaretha Baumann         | Noorwegen     | 2:52.31       |
| 1 oktober 2006    | Hendrik Sandstad       | Noorwegen     | 2:24.03       | Margrethe Løgavlen         | Noorwegen     | 2:56.06       |
| 2 oktober 2005    | Jan Helgesen           | Noorwegen     | 2:26.09       | Sofie van der Vlist Spiten | Noorwegen     | 2:54.08       |
| 3 oktober 2004    | Carlos Silva De Brito  | Noorwegen     | 2:27.05       | Gry Christine Wilhelmsen   | Noorwegen     | 2:51.53       |
| 2001-2003         | niet gehouden          | niet gehouden | niet gehouden | niet gehouden              | niet gehouden | niet gehouden |
| 2 september 2000  | Arild Johnsen          | Noorwegen     | 2:45.27       | Hilde Mæhlum               | Noorwegen     | 3:02.59       |
| 4 september 1999  | Henrik Allan Lau       | Noorwegen     | 2:34.07       | Hilde Mæhlum               | Noorwegen     | 3:11.53       |
| 12 september 1998 | Rolf Johansson         | Noorwegen     | 2:43.17       | Wenche L. Lægreid          | Noorwegen     | 2:56.09       |
| 13 september 1997 | Mounir Benoumma        | Noorwegen     | 2:31.59       | Gry Christine Wilhelmsen   | Noorwegen     | 2:56.48       |
| 14 september 1996 | Terje Hole             | Noorwegen     | 2:24.32       | Jorunn Rekkedal            | Noorwegen     | 2:48.40       |
| 9 september 1995  | Helge Dolsvåg          | Noorwegen     | 2:23.23       | Bodil Sandvik              | Noorwegen     | 3:04.31       |
| 24 september 1994 | Taisuke Kodama         | Japan         | 2:25.16       | Eryl Davies                | Wales         | 2:56.39       |
| 4 september 1993  | Helge Dolsvåg          | Noorwegen     | 2:19.33       | Marianne Fløymo            | Noorwegen     | 2:48.15       |
| 12 september 1992 | Viktor Vychrystenko    | Oekraïne      | 2:20.11       | Marija Doskoz              | Oekraïne      | 2:35.44       |
| 7 september 1991  | Terje Hole             | Noorwegen     | 2:23.11       | Bente Moe                  | Noorwegen     | 2:46.41       |
| 8 september 1990  | ???                    | ???           | ???           | Torunn Sund                | Noorwegen     | 3:12.28       |
| 9 september 1989  | Ronald Boreham         | Engeland      | 2:19.05       | Olga Durynina              | Sovjet-Unie   | 2:38.15       |
| 3 september 1988  | Øyvind Trongmo         | Noorwegen     | 2:22.30       | Cassandra Mihailovic       | Frankrijk     | 2:42.39       |
| 13 september 1987 | Roy Andersen           | Noorwegen     | 2:19.07       | Oddrun Hovsengen           | Noorwegen     | 2:42.35       |
| 13 september 1986 | Kjell-Erik Ståhl       | Zweden        | 2:14.59       | Sissel Grottenberg         | Noorwegen     | 2:40.36       |
| 31 augustus 1985  | Jozef Machálek         | Tsjechië      | 2:19.00       | Oddrun Hovsengen           | Noorwegen     | 2:43.39       |
| 1 september 1984  | Kjell-Erik Ståhl       | Zweden        | 2:13.01       | Marit Groendalen           | Noorwegen     | 3:02.13       |
| 27 augustus 1983  | Ole Hansen             | Denemarken    | 2:19.24       | Bente Moe                  | Noorwegen     | 2:41.52       |
| 3 juli 1982       | John Skovbjerg         | Noorwegen     | 2:19.40       | Bjørg Moen                 | Noorwegen     | 2:51.38       |
| 12 juli 1981      | Hugh Jones             | Engeland      | 2:13.06       | Sissel Grottenberg         | Noorwegen     | 2:51.02       |